# Rebecq

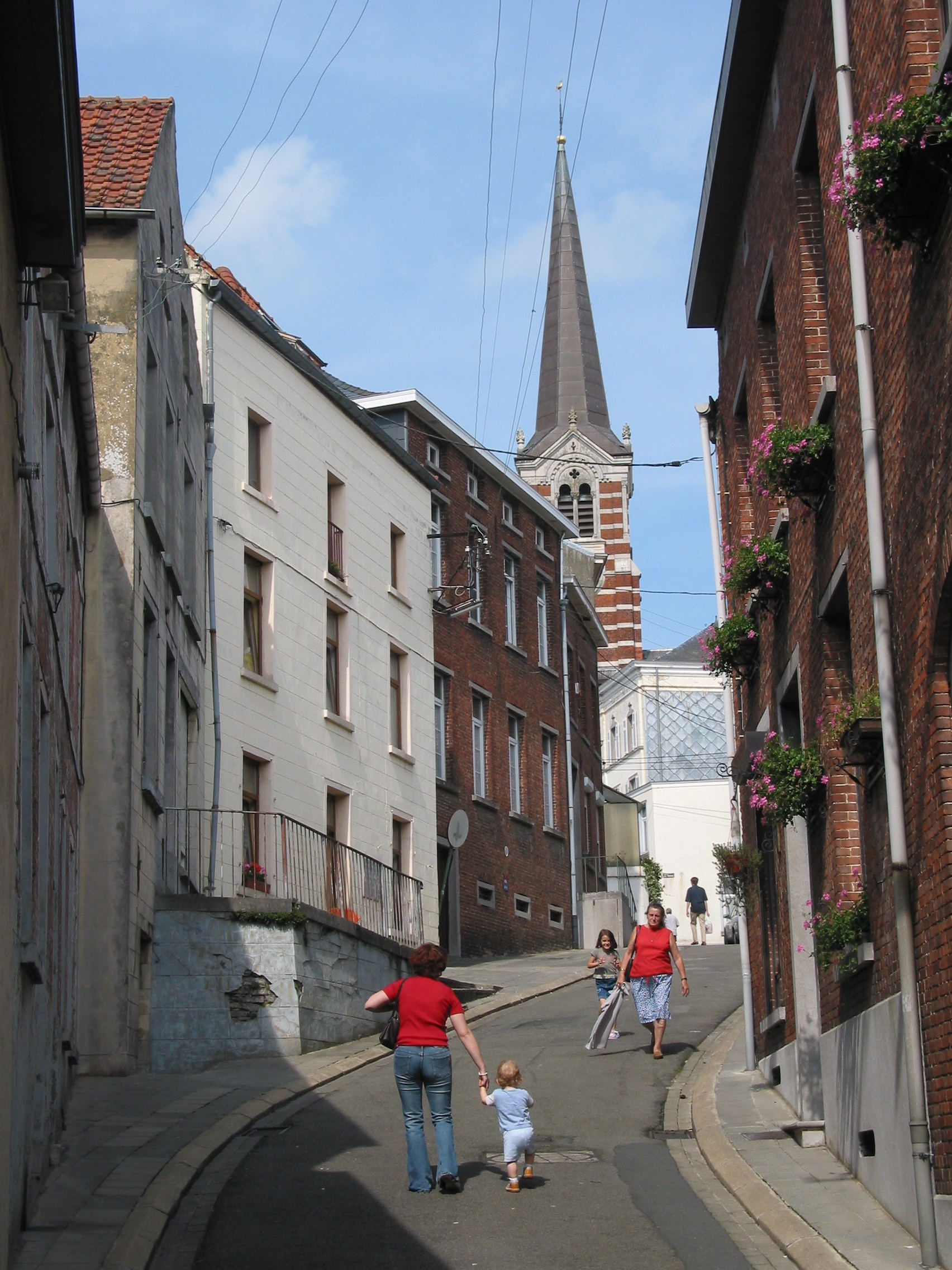
Rebecq, calle Nueva.

Rebecq (en valón: Ribek, en holandés: Roosbeek) es un municipio y una localidad de Bélgica situada en la Provincia del Brabante valón, en el distrito de Nivelles.

## Geografía
Forma parte de una región tranquila, ondulada y muy verde, con una población de alrededor 73.000 habitantes, situada a 27 km al sudoeste de Bruselas, está constituida por una ciudad, cuatro entidades y 17 poblados: el país romano.
Desde la fusión de las comunas en 1977, está formada por las antiguas comunas: Rebecq-Rognon, Quenast, y Bierghes. 
La comuna de Rebecq es atravesada por el río Senne, que nace en Naast (Soignies)y da sus aguas al río Escalda luego de un recorrido de una centena de km a través de tres regiones del país. El río Senne entra al territorio cerca del Molino de Hou y serpentea por el Valle de los Pájaros para atravesar después Rebecq pasando por los Molinos de Arenberg y continúa hacia la comuna de Tubize. 
Es una región esencialmente rural: 75% de la superficie son tierras agrícolas y 6% de bosques. El 19% de la superficie son terrenos edificados (residencial, industrial y comercio).

### Secciones del municipio
El municipio comprende los antiguos municipios, que se fusionaron en 1977:
| - Rebecq-Rognon - Quenast - Bierghes |

## Demografía

### Evolución
Todos los datos históricos relativos al actual municipio, el siguiente gráfico refleja su evolución demográfica, incluyendo municipios después de efectuada la fusión el 1 de enero de 1977.

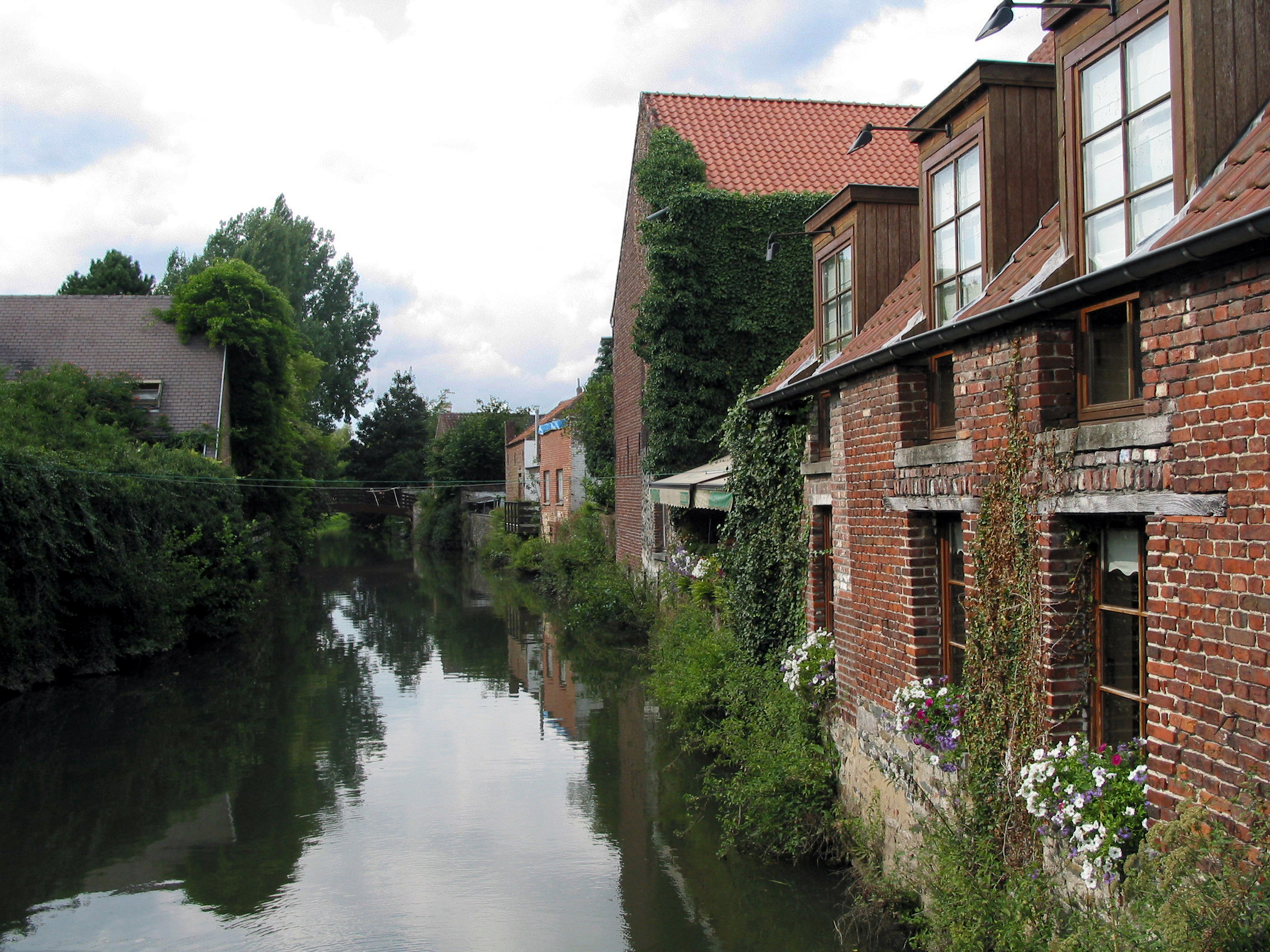
Rebecq, el río Senne antes de los molinos de Arenberg.

| Gráfica de evolución demográfica de Rebecq entre 1846 y 2020 |
|                                                              |

- Datos: Q374861
- Multimedia: Rebecq / Q374861

1. ↑  Worldpostalcodes.org, código postal n.º 1430.